# Kirby Cross
Kirby Cross – wieś w Anglii, w hrabstwie Essex, w dystrykcie Tendring. Leży 53 km na wschód od miasta Chelmsford i 101 km na wschód od Londynu.